# Beillé

Beillé este o comună în departamentul Sarthe, Franța. În 2009 avea o populație de 518 de locuitori.